# Toňa Revajová
Toňa Revajová (ur. 5 listopada 1948 w Katowicach) – słowacka pisarka, poetka, autorka książek dla dzieci i młodzieży.     

## Biografia
Toňa urodziła się w Katowicach, gdzie jej ojciec pracował w konsulacie Czechosłowacji jako attaché kulturalny. Przez krótki czas mieszkali w Pradze, następnie dwa lata mieszkała z matką u babki w Twardoszynie. Ojciec wybudował dom w Svederníku, gdzie wprowadzili się tuż przed rozpoczęciem nauki szkolnej. Do szkoły podstawowej i średniej chodziła w niedalekim Żylinie. Po ukończeniu szkoły średniej kontynuowała naukę na Uniwersytecie Palackiego w Ołomuńcu. Nie ukończyła studiów. Przez dwa lata pracowała jako nauczycielka w szkole podstawowej w Divie i Rašovie, w latach 1971–1980 jako specjalista w rektoracie Wyższej Szkoły Zawodowej w Żylinie (obecnie Uniwersytet Żyliński). Od 1981 r. zatrudniona była jako redaktorka miesięcznika „Kultúrny život Žilina”. Po 1989 roku należała do grona dziennikarzy, którzy założyli tygodnik „POVEC” („Považský expres”) w Żylinie. W latach 90., po zamknięciu pisma, pracowała w redakcjach kilku czasopism, m.in. jako redaktor tygodnika „Slovenka” i tygodnika „Žilinské noviny”. Obecnie mieszka w Bratysławie i poświęca się tworzeniu i redagowaniu literatury dla dzieci i młodzieży dla wydawnictw Slovart i Ikar.

## Nagrody i wyróżnienia
- Nagroda Stowarzyszenia Pisarzy Słowackich za książki Johanka v Zapadáčiku i Zlom váz, Johanka (2012)[4]
- Włączenie książki Johanka v Zapadáčiku za wyjątkowe opracowanie artystyczne do selekcji Międzynarodowej Biblioteki Młodzieżowej w Monachium (2013)[4]
- Nagroda Trojruža 2014[4]
- Wpis książki Johanka v Zapadáčiku na Listę Honorową Międzynarodowej Izby ds. Książek dla Młodych, Meksyk 2014[5]
- Cena Bibliotéky 2019 za książkę Rok Sivka ohniváka[6]
- Wpis książki Rok Sivka ohniváka na Listę Honorową Międzynarodowej Izby ds. Książek dla Młodych, Bazylea/Moskwa 2020[7]
- Nagroda Literárneho fondu za oryginalne słowackie dzieło literackie za rok 2022 w kategorii dla dzieci i młodzieży za książkę Túlavý braček[4]

## Wybrane dzieła
- 1983: Vraveli proroci, že bude tma v noci
- 1987: O kráľovi a malej breze
- 1989: Pol prázdnin s tetou Kolieskovou
- 1996: O štyroch sestrách
- 2001: Denník Majky z Majáka
- 2007: Denis a jeho sestry
- 2012: Johanka v Zapadáčiku
- 2016: Johanka v Zapadálkově
- 2012: Zlom väz, Johanka
- 2014: Tvoja Johanka
- 2015: Johankina veľká rodina
- 2018: Rok Sivka ohniváka
- 2019: Kiko jeden, Kiko dva – V škôlke
- 2020: Kiko jeden, Kiko dva – Schody do mora
- 2022: Túlavý braček
- 2023:  O druhej v malej telocvični

### Słuchowiska radiowe
- 2019: Majáčky
- 2019: Malá Anna a Sivko ohnivák
- 2020: Rok Sivka ohniváka
- 2022: Kto je na mňa zvedavý?
- 2023: Johanka